# Ann och Eve - de erotiska
Ann och Eve - de erotiska («Ana y Eva - las eróticas» en sueco) es una película dramática y erótica sueco-yugoslava de 1970 dirigida por Arne Mattsson y protagonizada por Gio Petré y Marie Liljedahl como los personajes principales. La película también está protagonizada por Francisco Rabal.

## Argumento
Una joven novia se va de vacaciones a Yugoslavia con una crítica de cine (y asesina) lesbiana cínica y malvada que la lleva al libertinaje, la degradación con un enano, una cena con artistas desnudos y otros aspectos destacados.

## Reparto
- Gio Petré	como Ann.
- Marie Liljedahl como Eve.
- Francisco Rabal como Francesco.
- Julián Mateos	como Portero de hotel.
- Olivera Vučo como Cantante de club nocturno de lesbianas.

## Recepción
Ann och Eve fue un gran éxito comercial. Estrenada en los Estados Unidos el 3 de agosto de 1970, la película recaudó 18 millones de dólares en la taquilla de América del Norte, convirtiéndola en la decimoséptima película más taquillera de 1970.